# ATK Praha (lední hokej)
ATK Praha (celým názvem: Armádní tělovýchovný klub Praha) byl československý vojenský klub ledního hokeje, který sídlil v pražských Dejvicích. Mezi lety 1948 až 1956 působil v nejvyšší československé hokejové lize. Klub v nejvyšší soutěži působil osm sezon a získal kompletní sadu medailí, kdy největším úspěchem armádního mužstva byl zisk mistrovského titulu v sezoně 1949/50.

## Historie
Armádní tělovýchovný klub Praha byl založen roku 1948 a díky vyškrtnutí týmu HC Stadion Podolí ze soutěže (klub se rozpadl následkem odchodů hráčů do jiných mužstev) byl okamžitě zařazen na jeho místo do nejvyšší soutěže, ve které ihned obsadil třetí místo.
V sezoně 1953/54 byl klub přejmenován na Ústřední dům armády Praha. Po sezoně 1955/56 byl po reorganizaci armádního sportu klub sloučen s jiným vojenským klubem Tankistou Praha, aby mohl vzniknout nový vojenský klub ASD Dukla Olomouc, který byl po zúžení soutěže z 16 na 14 účastníků zařazen do druhé ligy, ze které hned pro příští sezonu postoupil. Olomoucká Dukla ovšem své domácí zápasy hrála v Jihlavě, kam se pro svou první prvoligovou sezonu přesunula natrvalo, čímž vznikl později nejúspěšnější klub československé hokejové historie Dukla Jihlava.

## Historické názvy
Zdroj: 
- 1948 – ATK Praha (Armádní tělovýchovný klub Praha)
- 1953 – ÚDA Praha (Ústřední dům armády Praha)
- 1956 – zánik

## Přehled ligové účasti
Stručný přehled
Zdroj: 
- 1948–1951: 1. liga (1. ligová úroveň v Československu)
- 1951–1952: 1. liga – sk. C (1. ligová úroveň v Československu)
- 1952–1953: 1. liga – sk. A (1. ligová úroveň v Československu)
- 1953–1954: 1. liga – sk. C (1. ligová úroveň v Československu)
- 1954–1956: 1. liga – sk. B (1. ligová úroveň v Československu)

Jednotlivé ročníky
Zdroj: 
Legenda: ZČ – základní část, červené podbarvení – sestup, zelené podbarvení – postup, fialové podbarvení – reorganizace, změna skupiny či soutěže
| Československo (1948 – 1956) |                 |           |          |                                       |               |
| Sezóny                       | Soutěž          | Úroveň    | ZČ       | Play-off, nadstavba, sk. o udržení... | Poznámky      |
| 1948/49                      | 1. liga         | 1. úroveň | 3. místo |                                       |               |
| 1949/50                      | 1. liga         | 1. úroveň | 1. místo |                                       |               |
| 1950/51                      | 1. liga         | 1. úroveň | 4. místo |                                       | Reorganizace  |
| 1951/52                      | 1. liga – sk. C | 1. úroveň | 1. místo | Finálová skupina (2. místo)           | Změna skupiny |
| 1952/53                      | 1. liga – sk. A | 1. úroveň | 3. místo | Skupina o umístění (10. místo)        | Změna skupiny |
| 1953/54                      | 1. liga – sk. C | 1. úroveň | 1. místo | Finálová skupina (5. místo)           | Změna skupiny |
| 1954/55                      | 1. liga – sk. B | 1. úroveň | 7. místo |                                       |               |
| 1955/56                      | 1. liga – sk. B | 1. úroveň | 4. místo |                                       |               |